# Bouassié
Bouassié är en ort i Burkina Faso.   Den ligger i regionen Cascades, i den sydvästra delen av landet, 400 km sydväst om huvudstaden Ouagadougou. Bouassié ligger 352 meter över havet och antalet invånare är 2 109.
Terrängen runt Bouassié är platt. Runt Bouassié är det mycket glesbefolkat, med 3 invånare per kvadratkilometer.. Närmaste större samhälle är Kouéré, 9,9 km nordost om Bouassié.
Omgivningarna runt Bouassié är huvudsakligen savann.